# 정렬 (던전 & 드래곤)
"던전 & 드래곤" (D&D) 판타지 롤플레잉 게임에서 정렬 (alignment)은 플레이어 캐릭터, 논플레이어 캐릭터와 생물의 윤리적, 도덕적 관점을 분류하는 것이다. 한자 문화권에선 보다 직접적인 이해를 위해 성향, 속성, 진영 등으로도 번역한다.
대부분의 게임 판본에는 플레이어가 캐릭터에 대해 두 가지 선택을 하는 제도가 있다. 하나는 "질서" 대 "혼돈"에 대한 캐릭터의 견해이고, 다른 하나는 "선" 대 "악"에 대한 견해이다. 두 축은 조합하여 9개의 정렬을 허용한다. 이언 리빙스턴에 따르면, 정렬은 "자주 자의적이고 비현실적이라는 비판을 받지만... 잘 쓰면 잘 작동하고 캐릭터뿐만 아니라 정부와 세계를 형성할 수 있는 유용한 구조적 뼈대를 제공한다."

## 역사
D&D의 공동 제작자인 개리 가이객스는 정렬 시스템의 영감을 마이클 무어콕과 폴 앤더슨의 판타지 이야기로 돌렸다.
D&D의 원판에서는 플레이어가 캐릭터를 생성할 때 세 정렬 중에서 고를 수 있게 허용했다: 사회의 규칙에의 존중과 경의를 나타내는 질서; 반항과 개인주의를 나타내는 혼돈; 그리고 극단 사이의 균형을 추구하는 중립.
1977년 발매된 던전 & 드래곤 기본 세트는 이타주의와 생명 존중을 나타내는 선과, 이기적이고 생명에 대한 존중이 없음을 나타내는 악의 두 번째 축을 도입했다. 질서 대 혼돈의 축과 마찬가지로 극단 사이에 중립적인 위치가 존재한다. 캐릭터와 생물은 질서적인 동시에 악할 수도 있고 (예: 폭군), 혼란스럽지만 선할 수도 있다 (예: 로빈 후드).
1977년과 1979년 사이에 출시된 진화한 던전 & 드래곤 (AD&D)은 2축 시스템을 이어갔다. 기본 세트의 1981년 판본은 이전의 1축 정렬 시스템으로 돌아갔다.
1988년에 출시된 AD&D 2판은 2축 시스템을 유지했다. 해당 판본에서 정렬 외부에서 너무 많은 작업을 수행하는 캐릭터는 정렬이 바뀐 것을 발견할 수 있으며 경험치를 상실하여 다음 레벨에 도달하기 더 어렵게 만든다. 2000년에 출시된 D&D 3판은 같은 정렬제를 유지했다.
2008년에 출시된 D&D 4판은 정렬의 수를 5개로 줄였다: 질서 선, 선, 악, 혼돈 악과 비정렬. 이 판에서 "선"은 중립 선을 대체했고 혼돈 선을 포함하지 않았다. "악"은 중립 악을 대체했으며 질서 악을 포함하지 않았다. "비정렬"은 진 중립을 대체했으며 질서 중립과 혼돈 중립을 포함하지 않았다.
2014년에 출시된 D&D 5판은 9가지 정렬의 이전 개요로 돌아가, 도덕적 의사 결정이 아닌 본능에 따라 작동하는 생물에 대한 "비정렬"의 10번째 선택지를 포함했다.

## 기능
리처드 바틀의 "가상 세계 설계"는 정렬이 성별, 인종, 캐릭터 클래스, 때로는 국적과 함께 플레이어의 캐릭터를 분류하는 방법이라고 언급했다. 정렬은 롤플레잉을 정의하는 데 도움이 되도록 설계되었으며, 캐릭터의 정렬은 인생관으로 간주된다. 플레이어는 정렬을 할당할 때 캐릭터가 어떻게 행동해야 하는지 결정한 다음 해당 정렬에 따라 캐릭터를 플레이해야 한다.
캐릭터의 정렬은 바뀔 수 있다. 질서 중립 캐릭터가 중립적이거나 악한 행동이 가능했을 때 지속적으로 선한 행동을 했다면, 캐릭터의 성향이 질서 선으로 이동한다. 게임에서 던전 마스터 (심판)는 정렬 위반이 발생하는 시점을 결정한다. 이는 주관적이고 전면적으로 허용되지 않는 한 종종 눈살을 찌푸리게 하기 때문이다.
파티 역할을 하는 캐릭터는 호환 가능한 성향을 가져야 한다. 선한 캐릭터와 악한 캐릭터를 모두 가진 파티는 서로 등을 돌릴 수 있다. 빌 슬라비섹과 리처드 베이커의 "인형을 위한 던전 마스터"는 모험에 대한 동기가 더 쉽고, 그룹 역학이 더 매끄러우며, "D&D의 영웅적인 측면이 플레이어가 악한 캐릭터를 플레이할 때 발생하지 않는 방식으로 빛을 발할 때" 선하거나 중립적인 캐릭터의 파티가 더 잘 작동한다고 언급했다.

## 축

### 질서 대 혼돈
D&D의 질서 대 혼돈 축은 게임 규칙에서 선과 악보다 앞선다.
원래 질서/혼돈의 축은 "모든 것이 질서를 따라야 하고 규칙을 준수하는 것이 자연스러운 삶의 방식이라는 믿음"과 "인생은 무작위이며 우연과 행운이 세계를 지배한다는 믿음" 사이의 구별로 정의되었다. 초기 룰북에 따르면, 질서적인 캐릭터는 개인의 이익보다 그룹의 이익을 보호하고, 정직하려고 노력하며, 공정하고 타당한 법률을 준수하기 위해 노력할 것이다. 혼돈의 생물과 개인은 집단보다 개인을 중시하고 법과 정직을 중요하지 않게 여겼다. 당시 룰북에는 "혼란스러운 행동은 일반적으로 '악'이라고 부를 수 있는 행동과 같다"고 명시돼 있다. 중립적인 생물과 캐릭터는 그룹과 개인 모두의 중요성을 믿으며 질서와 혼돈이 모두 중요하다고 느꼈다. 그들은 질서와 혼돈 사이의 균형을 유지한다고 믿으며 종종 사리사욕에 의해 동기가 부여된다.
제3판 D&D 규칙은 "질서"와 "혼돈"을 다음과 같이 정의한다:
- 질서는 명예, 신뢰성, 권위에 대한 복종, 신뢰성을 의미한다. 부정적인 측면에서 질서는 폐쇄적 사고, 전통에 대한 반동적 집착, 판단력, 적응력 부족을 포함할 수 있다. 의식적으로 질서를 장려하는 사람들은 질서적인 행동만이 사람들이 서로에게 의존할 수 있는 사회를 만들고, 다른 사람들이 마땅히 해야 하는 대로 행동할 것이라는 확신을 갖고 올바른 결정을 내릴 수 있다고 말한다.
- 혼돈은 자유, 적응성과 유연성을 의미한다. 부정적인 측면에서 혼돈은 무모함, 정당한 권위에 대한 분개, 자의적 행동과 무책임이 포함될 수 있다. 혼란스러운 행동을 조장하는 사람들은 제한 없는 개인의 자유만이 사람들이 자신을 완전히 표현할 수 있게 하고, 사회가 개인이 가진 잠재력으로부터 혜택을 받을 수 있도록 한다고 말한다.
- 질서와 혼돈에 대해 중립인 사람은 권위에 대한 정상적인 존경심을 가지고 있으며 규칙을 따르거나 반항에 대한 강박을 느끼지 않는다. 그들은 정직하지만 자신에게 적합하다면 거짓말을 하거나 다른 사람을 속이려는 유혹을 받을 수 있다.

### 선 대 악
선과 악의 갈등은 D&D과 기타 판타지에서 흔히 볼 수 있는 주제이다. 플레이어 캐릭터는 이타적인 동기보다는 개인적인 이득을 위해 모험을 할 수 있지만, 일반적으로 플레이어 캐릭터는 악에 반대하고 사악한 생물과 싸우는 경향이 있다고 가정한다.
제3판 D&D 규칙은 "선"과 "악"을 다음과 같이 정의한다:
- 선은 이타주의, 생명 존중, 중생의 존엄성에 대한 관심을 뜻한다. 선한 캐릭터는 다른 사람들을 돕기 위해 개인적인 희생을 한다.
- 악은 남을 해치고, 억압하고, 죽이는 것을 의미한다. 일부 사악한 생물은 단순히 다른 사람들에 대한 동정심이 없으며, 그렇게 하는 것이 편하거나 계획됐다면 주저 없이 죽인다. 다른 이들은 적극적으로 악을 추구하여 유희를 위해 죽이거나 사악한 신이나 주인에 대한 의무를 다한다.
- 선과 악에 대해 중립인 사람은 무고한 사람을 죽이는 것에 대해 양심의 가책을 갖지만, 다른 사람들을 보호하거나 돕기 위해 희생할 의지가 없다. 중립적인 사람들은 개인적인 관계를 통해 다른 사람들에게 헌신한다.

게임 내에서 성기사, 이타적인 영웅과 천사와 같은 생물은 선으로 간주된다. 악당과 폭력적인 범죄자는 악마와 대부분의 언데드와 같은 본질적으로 사악한 생물과 마찬가지로 악으로 간주된다. 동물은 타고난 본능에 따라 행동하고 도덕적 결정을 내릴 지능이 부족하기 때문에 무고한 사람들을 공격할 때도 중립적인 것으로 간주된다. 제5판에서 이는 그러한 짐승을 "비정렬"로 표시함으로써 표현된다. 그렉 리트만에 따르면, 괴물에게 미리 정해진 정렬 할당은 그들이 본질적으로 선하거나 악하다는 것을 뜻한다. 그럼에도 불구하고, 이 규칙은 개별적인 차이를 허용하며, 리트만이 그러한 상황의 희귀성을 인정하더라도 "선의 편으로 배신하려는 레드 드래곤"을 허용한다.
선한 캐릭터는 다른 사람을 존중하는 것으로 정의될 수 있지만, 리트만은 이것이 반드시 사악한 생물에 대한 대우로 확장되는 것은 아니라고 지적한다.—"선한 캐릭터의 파티는 조금의 망설임이나 후회도 없이 한 무리의 오크 부족을 베어서 햄버거를 구울 것이다."

## 정렬
다음과 같이 9개의 정렬을 표에 나타낼 수 있다:
| 질서 대 혼돈선 대 악 | 질서      | 중립      | 혼돈      |
| -------------------- | --------- | --------- | --------- |
| 선                   | 질서 선   | 중립 선   | 혼돈 선   |
| 중립                 | 질서 중립 | (진) 중립 | 혼돈 중립 |
| 악                   | 질서 악   | 중립 악   | 혼돈 악   |

### 질서 선
질서 선 캐릭터는 일반적으로 연민과 항상 명예와 의무감으로 행동한다. 그러나 질서 선 캐릭터는 선한 행동으로 인식하더라도 법규를 위반할 수 있는 행동을 취한 것을 종종 후회한다. 이러한 캐릭터에는 골드 드래곤, 정의로운 기사, 성기사와 대부분의 드워프가 포함된다.

### 중립 선
중립 선 캐릭터는 일반적으로 규칙이나 전통과 같은 합법적인 교훈을 고려하거나, 반대하지 않고 이타적으로 행동한다. 중립 선 캐릭터는 합법적인 관리와 협력하는 데 문제가 없지만 그들에게 종속되는 느낌은 없다. 옳은 일을 하기 위해 규칙을 어기거나 깨는 것이 필요한 경우, 그들은 질서 선 캐릭터가 겪는 것과 같은 내적 갈등을 겪지 않는다. 이러한 정렬의 예에는 많은 천체, 일부 구름 거인과 대부분의 노움이 포함된다.

### 혼돈 선
혼돈 선 캐릭터는 더 나은 변화를 가져오기 위해 필요한 일을 하고, 사회 개선을 방해하는 관료 조직을 경멸하며, 자신뿐만 아니라 다른 사람들에게도 개인의 자유를 높은 가치로 생각한다. 혼돈 선 캐릭터들은 일반적으로 옳은 일을 하려고 하지만 그들의 방법은 일반적으로 무질서하고 종종 사회의 나머지 부분과 동기화되지 않는다. 이러한 정렬의 예로는 구리 용, 많은 엘프와 유니콘이 있다.

### 질서 중립
질서 중립 캐릭터는 일반적으로 명예, 질서, 규칙과 전통과 같은 합법적인 개념을 강력하게 믿지만, 종종 자비로운 권위에 의해 설정된 것 말고도 선호하는 개인 법규를 더하거나 따른다. 이러한 정렬의 예로는 항상 명령을 따르는 군인, 법의 문자를 무자비하게 준수하는 판사 또는 집행자, 훈련된 수도사와 일부 마법사가 있다.

### 진 중립
중립 캐릭터 ("진 중립"이라고도 한다)는 두 축 모두에서 중립적이며 어떤 정렬에도 강하게 느끼지 않거나 적극적으로 균형을 추구하는 경향이 있다. 드루이드는 균형을 유지하기 위해 이러한 헌신을 자주 따르며 "진화한 던전 & 드래곤" 규칙에 따라 이러한 정렬이 요구되었다. 제2판 "플레이어의 핸드북"에 나와 있는 예에서, 전형적인 드루이드는 약탈하는 놀 무리와 싸울 수 있지만, 놀 일족이 완전히 전멸되는 것을 막기 위해 편을 바꿀 뿐이다. 이러한 정렬의 예에는 도마뱀인간, 대부분의 드루이드, 많은 인간이 포함된다.

### 혼돈 중립
혼돈 중립 캐릭터는 자신의 마음을 따르고 일반적으로 규칙과 전통을 외면하는 개인주의자이다. 혼돈 중립 캐릭터들은 자유의 이상을 조장하지만, 가장 먼저 오는 것은 그들 자신의 자유이다. 선과 악은 자유를 필요로 하는 것 다음으로 필요하다. 이러한 정렬의 예에는 많은 야만전사와 도적, 일부 음유시인이 포함된다.

### 질서 악
질서 악 캐릭터는 잘 정돈된 제도를 필연적으로 따르는 것보다 악용하기 쉬운 것으로 본다. 이러한 성향의 예로는 폭군, 악마, 부패한 관리, 엄격한 행동 규범을 가진 무차별 용병 유형, 블루 드래곤과 홉고블린이 있다.

### 중립 악
중립 악 캐릭터는 일반적으로 이기적이며 순간의 동맹을 맺는 데 거리낌이 없으며 일반적으로 주로 자신의 목표를 달성하기 위해 동맹을 만든다. 중립 악 캐릭터는 원하는 것을 얻기 위해 다른 사람들을 해치는 것에 대해 아무런 가책도 느끼지 않지만, 그들 자신에게 직접적인 이익이 없을 때 대학살이나 난동을 일으키기 위해 노력하지도 않는다. 중립 악에 대한 또 다른 유효한 해석은 악을 이상으로 간주하여 악을 위해 악을 행하고 그 영향력을 퍼뜨리려고 한다. 첫 번째 유형의 예로는 형식적인 법률을 거의 고려하지 않고 불필요한 살인을 하지 않는 암살자, 상사의 등 뒤에서 음모를 꾸미는 심복, 더 나은 제안이 있으면 쉽사리 편을 바꾸는 용병이 있다. 두 번째 유형의 예로는 지역 사회에 두려움과 불신을 일으킬 목적으로만 공격하는 가면을 쓴 살인마가 있다. 이러한 정렬의 예에는 많은 드로우, 일부 구름 거인과 유골로스가 포함된다.

### 혼돈 악
혼돈 악 캐릭터는 규칙, 다른 사람들의 삶, 또는 일반적으로 이기적이고 잔인한 자신의 욕망 외에는 어떤 것도 존중하지 않는 경향이 있다. 그들은 개인의 자유를 중시하지만 다른 사람의 생명이나 자유에 대해서는 별로 고려하지 않는다. 혼돈 악 캐릭터는 명령을 받는 것을 싫어하고, 대안이 없는 한 일반적으로 얌전히 있지 않기 때문에 그룹에서 잘 작동하지 않는다. 이러한 정렬의 예로는 더 높은 형태의 언데드 (예: 리치), 이익보다 쾌락을 위해 공격하는 폭력적인 살인자, 악마, 레드 드래곤과 오크가 있다.

### 비정렬
도덕적 선택에 따라 결정을 내릴 만큼 지능이 없고, 순전히 본능에 따라 작동하는 생물은 "비정렬"로 설명된다. 예를 들어 상어는 야만적인 포식자이지만 악이 아니다. 그들은 정렬이 없다. 생물에 대한 "비정렬"의 사용은 4판부터 도입되었고 5판에서 유지되었다.

## 유산
D&D 정렬제는 때때로 다른 맥락에서 도덕적 분류제로 언급된다. 살롱 텔레비전 평론가 헤더 하브릴레스키는 HBO 텔레비전 시리즈 트루 블러드를 검토하면서 프로그램의 캐릭터를 D&D 정렬 측면에서 분석해 주인공 수키 스택하우스를 혼돈 선으로, 그녀의 뱀파이어 남자친구 빌 콤프턴을 질서 중립으로, 에릭 노스만을 질서 악으로, 라파예트 레이놀즈를 혼돈 중립으로 식별했다. 워킹 데드 TV 시리즈 시즌 7의 제11화인 '적대자와 재앙'에서 캐릭터 유진 포터는 스스로를 소개할 때 "...선하지 않아. 난 질서, 중립, 혼돈이 아냐."라고 D&D 정렬제를 인용한다. 정렬표 인터넷 밈은 다양한 항목 (종종 대중 문화 작품의 등장인물)을 3x3 격자로 장난스레 분류한다.
이 제도는 사람들이 디지털 세계에서 가상 아바타를 만드는 방법에 대한 연구에도 쓰였다. 예를 들어, 컴퓨터 롤플레잉 게임인 "네버윈터 나이츠 2"는 D&D 정렬 시스템을 계승해, 연구자들은 NW2 아바타 생성 과정을 써서 미국 학부생이 자신의 도덕적 가치와 유사한 아바타를 고르는 경향이 있음을 보였다.

## 같이 보기
- 정렬 (롤플레잉 게임)
- "고귀한 행위의 책"
- "사악한 어둠의 책"